# Miomyrmex striatus
Miomyrmex striatus är en myrart som beskrevs av Carpenter 1930. Miomyrmex striatus ingår i släktet Miomyrmex och familjen myror. Inga underarter finns listade i Catalogue of Life.